# لیلین آدامز
لیلین آدامز (انگلیسی: Lillian Adams; ۱۳ مهٔ ۱۹۲۲ – ۲۵ مهٔ ۲۰۱۱) یک هنرپیشه اهل ایالات متحده آمریکا بود. وی بین سال‌های ۱۹۵۸ تا ۲۰۱۱ میلادی فعالیت می‌کرد.

## فیلم‌شناسی
فهرست برخی از فیلم‌هایی که لیلین آدامز در آنها به ایفای نقش پرداخته‌است:
- مگنولیا
- بکر
- بتی بی‌ریخته
- بروس قدرتمند
- دو مرد و نصفی
- هر جا غیر اینجا
- دنیای مالکوم
- دارما و گرگ
- سرباز بنجامین
- ترافیک سنگین
- دختر شوخ
- شیرین‌ترین چیز
- قهرمانان بی‌بندوبار